# Церковь Сатаны (книга)
«Церковь Сатаны» — книга Бланш Бартон, опубликованная 1 ноября 1990 года издательством Hell’s Kitchen Productions.

## Содержание
В первой главе книги «Пусть начнутся игры» открываются цитаты сторонников и противников сатанизма с наглядными примерами современной сатанинской практики. Затем в ней приводятся причины и контекст, в котором Антон ЛаВей основал Церковь Сатаны и религию сатанизма. Вторая глава «Дьявольские последствия» охватывает реакцию СМИ на деятельность CoS и известных личностей, которых она привлекла. Обсуждается культурное и личное влияние сатанизма, а также реорганизация Церкви Сатаны в середине 1970-х годов. 3 глава «Современный прометей», даёт биографический очерк ЛаВея, а в главе четвёртой «Какие демоны были вызваны?» представлен каталог влияния CoS на популярную культуру и оккультизм, а также опровержения утверждений «Охотников на Сатану» и «переживших сатанинское ритуальное насилие». Глава пятая, «Сатанизм в теории и практике» охватывает уникальную природу сатанизма как не просто религиозной идентичности, но и теории эстетики и этнологии, а также приводятся размышления о популярности сатанинских образов. ЛаВей отвечает на некоторые из частых обвинений против сатанизма. В шестой главе «Генеральный план Сатаны» ЛаВей подтверждает «своё обязательство уничтожить христианство и стадное мышление во всех его формах». Она представляет собой «Программу из пяти пунктов» сатанинских целей по изменению мира. Перепечатываются «Одиннадцать сатанинских правил Земли», а также «Гимн сатанинской империи». Седьмая глава информирует читателя о том «Как выполнять сатанинские ритуалы». Она представляет пять «основных элементов… центральных для успеха» в достижении магических результатов. Затем рассматриваются несколько конкретных заблуждений о сатанизме. Также даются советы по магической эффективности и избеганию распространенных ловушек. Восьмая и последняя глава представляет собой «Руководство для гротов и групп», начинающаяся с описания типичного ритуала CoS. Дается точка зрения ЛаВея на желание присоединяться к группам и проводить групповые ритуалы с советами о том, на что следует обращать внимание (в листе советов по сатанинскому мошенничеству). Даются рекомендации о том, как встречаться с другими сатанистами, создавать группы, называть гроты и проводить ритуалы. ЛаВей призывает сатанистов «совершать пионерские открытия и достижения» как способ заставить «объективные власти… увидеть и признать качество, продуктивность и превосходство сатанинской мысли». Туда включены четыре приложения: В «Письмах: „Многие призваны…“» представлен сборник образцов писем, полученных CoS; "Сатанинская музыка: «Эта старая черная магия»; «Сатанинское кино: по этим злым улицам» и «Дополнительная литература: Книжная полка дьявола».